# Engeszer Mátyás
Engeszer Mátyás, névváltozatok: Engesszer, Engesser, Éngesszer, (Bonyhád, 1812. április 17. – Budapest, 1885. április 19.) karnagy és zeneszerző. Erney József zenepedagógus apja.

## Életútja
Apjától, aki Bonyhádon karnagy és főtanító volt, nyerte alapos zenei képzettségét, amelyet előbb a magyar nyelv tanulása miatt Szekszárdon, majd Kurdon és Dombóváron fejlesztett tovább. 1830-tól Budapesten tanult; 1835-ben Kalocsára hívták meg kántornak. 1836-ban végleg a fővárosba költözött, tanítóként és a Rókus-kórház templomának orgonistájaként működött. 1839 körül ismerkedett meg Liszt Ferenccel, aki aztán Engeszer iránt haláláig barátságot érzett és tanúsított. Az 1840. március 5-én, Mátray Gábor igazgatósága alatt, a Gránátos utca egyik földszintes házában megnyílt zeneiskola is alkalmazta, így az 1867-től Nemzeti Zenedének hívott intézmény (korábban még Hangászegylet) őt választotta legelső tanárául, s nyugdíjazásáig itt tanított. 1846-ban a belvárosi plébánia kántora lett és 1871-ben az itt alapított zenekar-igazgatói állást is reá ruházta a főváros.  Emellett 1870 decemberében megalapította a Liszt-egyletet (női, 1873-tól vegyes énekkart), mely 1883-ig állt fenn és a nagyszabású templomi és világi zeneművek (például Liszt miséi és oratóriumai) előadásával a főváros zenei műveltségére jótékony hatást gyakorolt. Volt olyan időszak, mikor a tagok száma 200 főre is felemelkedett. 
Első felesége Nachtigal Terézia, akivel 1835. június 4-én kötött házasságot Pesten, a Szent Rókus-kápolnában. Második neje Marsch Katalin volt, aki meghalt 75 éves korában, 1912. április 16-án, Újpesten. 

## Művei
Engeszer a tollat is jól forgatta, az Ábrányi Kornél szerkesztette Zenészeti Lapokban Török Orbán név alatt cikkezett, s számos szerzeményének maga írta, vagy legalább fordította szövegét; de előkelő helyet foglal el zeneszerzőink között is, szerzeményeinek legnagyobb része azonban kéziratban maradt. Egyházi zene, női, férfi- és vegyeskari művek. Requiem férfikarra, illetve írások és kritikák.